# Sicherheitsdienst
Sicherheitsdienst des Reichsführers-SS ili samo Sicherheitsdienst (SD) je bila obavještajna služba        NSDAP-a i SS-a. Osnovan 1931. kao Ic-Dienst, SD je postao izuzetno učinkovit aparat stranke, a primarna zadaća mu je bila ukloniti sve unutarnje neprijatelje režima (u prvom redu komuniste). Između 1933. i 1939. SD je bio jedan od vitalnih dijelova SS-a, no kasnije je došao pod jurisdikciju Glavnog ureda sigurnosti Reicha (RSHA).

### Nastanak
Godine 1931. stvoren je Ic-Dienst, jedna od najstarijih organizacija unutar SS-a i prva nacistička obavještajna služba. Osnivač i voditelj službe bio je Heinrich Himmler. Ic-Dienst je bio malen aparat unutar SS-a i nije igrao veliku ulogu. Kako bi ga pojačao i doveo na višu razinu, Himmler je zadužio Reinharda Heydricha da ga reformira i ojača. U ljeto 1932. Ic-Dienst je preimenovan u Sicherheitsdienst, te je pod Heydrichom konstantno jačao, posebice nakon dolaska nacista na vlast. Kako je SS jačao i sve više potiskivao SA te se sve više infiltrirao u državne institucije, tako je rastao i SD, te je do 1938. postao ravnopravan suradnik Gestapa i djelotvorno oruđe stranke.

### Zadaci SD-a i podjela
Glavni zadatak SD-a bio je otkrivanje neprijatelja stranke i njhovo neutraliziranje. SD je u tu svrhu organizirao mrežu agenata i informanata kroz cijeli Reich, uključujući i okupirane teritorije. SD je uglavnom skupljao informacije i dostavljao ih Gestapu i KriPo-u (Kriminalpolizei). Reinhard Heydrich je u isto vrijeme bio na čelu SD-a, Gestapa i KriPa i tako se prometnuo u jednu od glavnih figura nacista.
Godine 1939. SD je postao dio RSHA, tj. Glavnog ureda sigurnosti Reicha. Šef RSHA postao je Heydrich, tako je de facto SD ostao pod njegovim zapovjedništvom. U RSHA su također uključeni i Gestapo i KriPo. Te jedinice postale su uredi. SD je podijeljen na dva ureda; ured III za aktivnosti u Njemačkoj (SD-Inland) te ured VI za aktivnosti van Njemačke (SD-Ausland). Šef SD-Inlanda bio je Otto Ohlendorf, dok je šef SD-Auslanda postao Walter Schellenberg. Do 1944. veliki dio Abwehra (vojne obavještajne službe) postao je dio ureda VI.
Detaljnija podjela SD-a izgledala je ovako (stanje od 1941. do kraja rata):
SD-Inland
-	Sekcija A (Pravne i legalne strukture)
-	Sekcija B (Rasna i etnička pitanja)
-	Sekcija C (Kulturna i religijska pitanja)
-	Sekcija D (Industrija i trgovina)
-	Sekcija E (Visoko društvo, uglednici)
SD-Ausland
-	Sekcija A (Organizacija i administracija)
-	Sekcija B (Špijunaža na Zapadu)
-	Sekcija C (Špijunaža u Sovjetskom Savezu i Japanu)
-	Sekcija D (Špijunaža u sferi SAD-a)
-	Sekcija E (Špijunaža u Istočnoj Europi)
-	Sekcija F (Tehnička pitanja)
Uz gornju podjelu, SD je također imao područne urede po njemačkim gradovima, koji su bili mali (SD-Unterabschnitte) ili veliki uredi (SD-Abschnitte). Svi su ti uredi odgovarali lokalnom zapovjedniku kojem je službena pozicija bila Inspektor des Sicherheitspolizei und SD i direktno je odgovarao RSHA i SS-u.
Osim navedenih zadataka, SD je aktivno pomagao Gestapu i KriPo-u, posebice u aktivnostima vezanim za koncentracijske logore, kao i održavanje reda u židovskim getima. Pod zapovjedništvom SD-a su djelovali Einsatzgruppen, jedinice sa zadatkom entičkog čišćenja, koje su počinile brojne ratne zločine.

### Zapovjednici SD-a
1.	Heinrich Himmler (1931. – 1932., u vrijeme dok se SD nazivao Ic-Dienst)
2.	Reinhard Heydrich (1932. – 1939. kao zapovjednik SD-a, Gestapa i KriPo-a; 1939. do 1942. kao šef RSHA)
3.	Heinrich Himmler (1942. – 1943. kao privremeni zapovjednik)
4.	Dr. Ernst Kaltenbrunner (1943. – 1945. kao šef RSHA)